# Altiport de Courchevel
Pour les articles homonymes, voir CVF.
L'altiport de Courchevel (code IATA : CVF • code OACI : LFLJ) est un altiport français situé sur la station de sports d'hiver de Courchevel 1850 (commune déléguée de Saint-Bon-Tarentaise) au sein du domaine skiable des Trois Vallées, dans le département de la Savoie en région Auvergne-Rhône-Alpes, face aux glaciers de la Vanoise.
Plus ancien altiport, il est également connu pour sa courte piste (537 mètres), son altitude élevée (2 008 m) et pour sa pente (18,66 %) qui est la plus forte du monde pour un aéroport international.
Le 23 avril 2023, l’altiport de Courchevel a pris officiellement le nom de son fondateur Michel Ziegler.

## Un altiport dédié au tourisme depuis sa création en 1961
Un altiport est un aérodrome de montagne, avec une piste en pente, où les décollages se font en descente et les atterrissages en montée. 
Plusieurs existent dans les Alpes (Megève, Méribel, Alpe-d'Huez...) mais celui de Courchevel, le plus ancien, est caractérisé par une unique piste, d'abord de seulement 375 mètres, à forte déclivité (12,50 et 18,66 %) et d'une approche abrupte. 
Le mot « altiport » sera imaginé lors de l'inauguration de l'altiport de Méribel le 30 janvier 1962 par Joseph Szydlowski, président de Turboméca, et Michel Ziegler. Cette pente est la plus forte du monde pour un aéroport international selon le Livre Guinness des records.

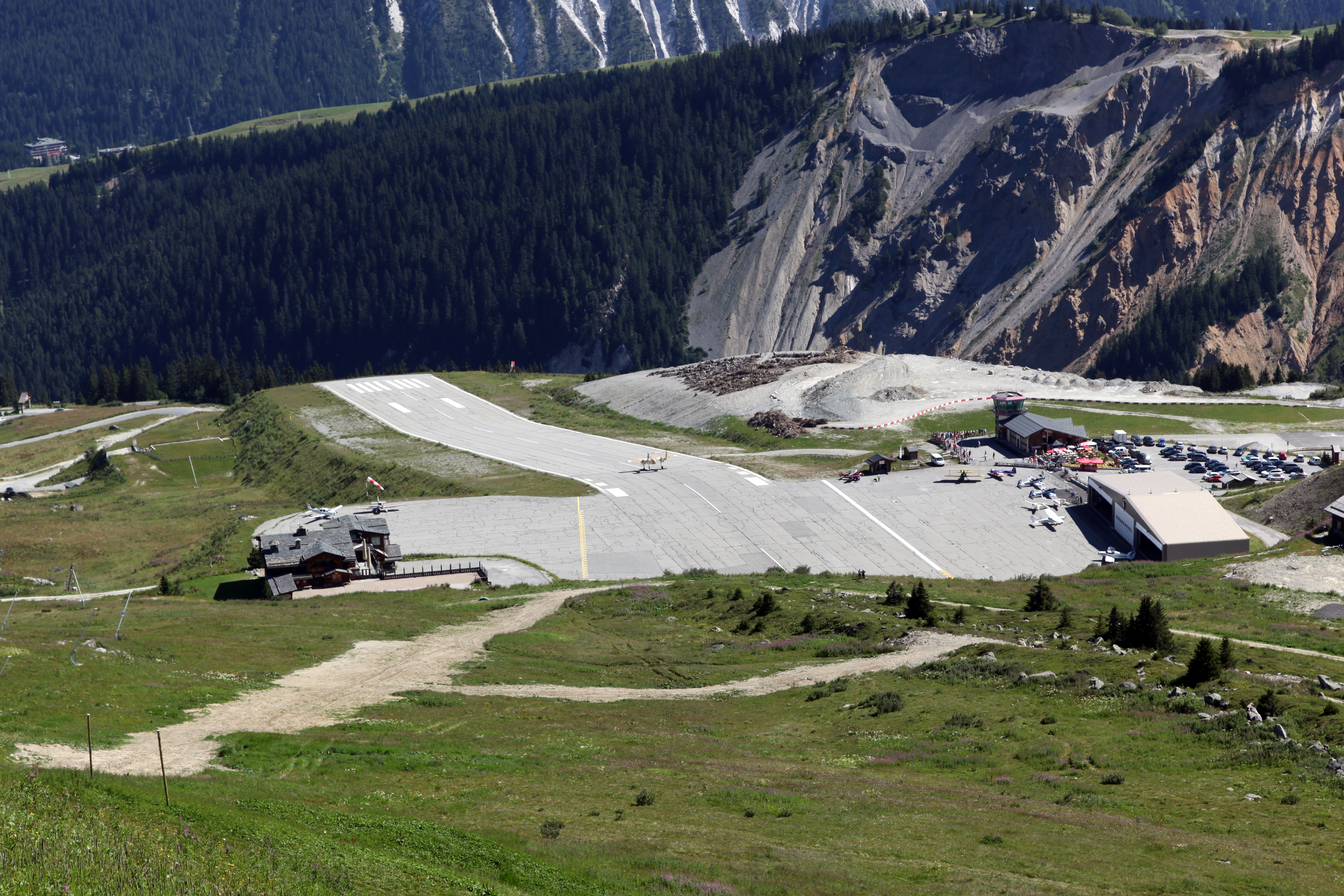
Un avion décolle de l'altiport de Courchevel (août 2013).

 Plusieurs pilotes avaient déjà réalisé des atterrissages en pente (Hermann Geiger, Henri Giraud...) quand une équipe, autour de Michel Ziegler (fils d'Henri Ziegler) et Robert Merloz, décide de créer une compagnie aérienne déposant les skieurs au plus près des pistes. Les stations de Chamonix et Megève refusent, contrairement aux stations nouvelles et moins connues de Méribel et Courchevel.
En 1961, le maire Émile Ancenay et le conseil municipal approuvent la création de la piste au lieu-dit de l'alpage de Pralong, qui reçoit son premier atterrissage le 31 janvier 1962, le lendemain du premier atterrissage à l'altiport de Méribel. 
Une chenillette issue des expéditions de Paul-Émile Victor est utilisée pour damer la piste, qui n'est alors reliée à aucune route. 
Créée par Michel Ziegler et Robert Merloz, la compagnie régionale Air Alpes dépose une clientèle internationale depuis Paris, Lyon-Bron ou Genève avec ses Twin Otter et Pilatus Porter.
La piste est enrobée en 1968. À partir de 1971, elle est déneigée en permanence, ce qui permet aux avions d’atterrir sans skis. 
Entre 1976 et 1979, la compagnie aérienne Auxiair décollait de l'altiport avec des Jodel D-140 Mousquetaire vers l'aéroport de Lyon-Satolas afin d'acheminer les clients de la station de sports d'hiver pour leurs correspondances sur les lignes régulières.
En prévision des jeux olympiques de 1992, la longueur de la piste est portée en 1989 de 375 à 537 mètres et sa largeur doublée (de 40 à 80 mètres) pour permettre l’atterrissage d'avions Dash 7 de 50 places et la pose d'une balise radioélectrique. Les travaux, de 35 millions de francs, nécessitent de déplacer 400 000 mètres3 de terre et la construction d'une centrale à enrobé provisoire.
Exploité par la mairie de Saint-Bon Tarentaise, l'altiport est doté d'un VIM 12 P2,5, d'une navette et d'un tracteur. Le site fait 11,9 ha et comporte un bâtiment de vigie, deux chalets d'accueil, des hangars, un ravitaillement en carburant des avions. 
En 2008, l'exploitation était assurée par cinq agents. En 2012, son budget était excédentaire, avec 0,5 million d'euros de recettes pour 0,3 million d'euros de dépenses de fonctionnement (non compris les travaux).
Implantée sur l'altiport depuis 2014, Alpine Airlines est la seule compagnie aérienne autorisée par l'aviation civile a accéder à Courchevel en vol commercial.

## Un accès dangereux et réglementé

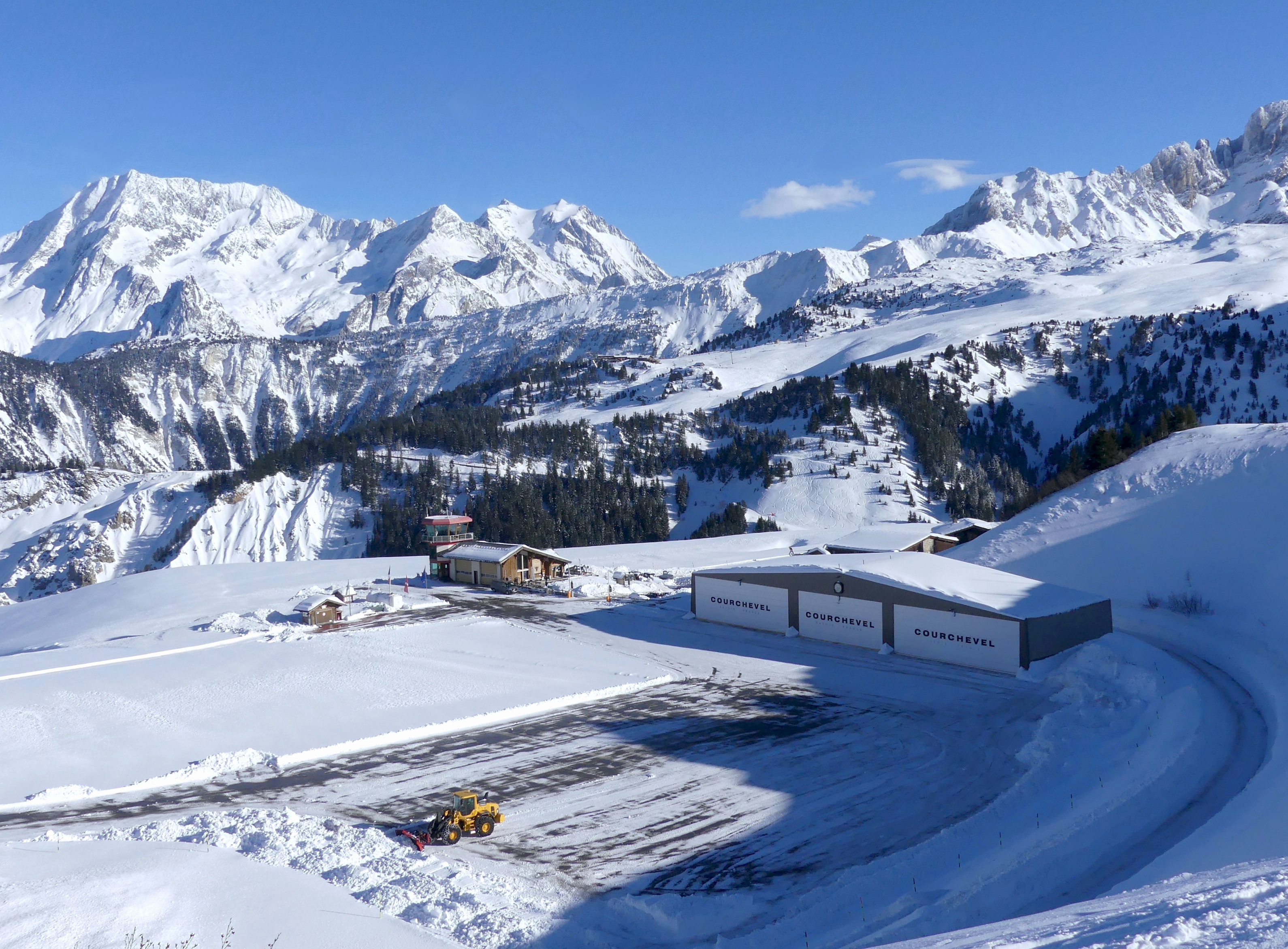
Déneigement de l'altiport en 2019.

L'unique piste d'atterrissage se situe au lieu-dit des chalets de Pralong, deux kilomètres au sud du chef-lieu, parmi les pistes de ski de Courchevel 1850.
Sa piste, large de 80 mètres et longue de 537 m, a un profil de travers incliné de 2  à   5 %, et surtout une pente très prononcée (0,45 % sur les 123 mètres de plate-forme, puis 18,66 % jusqu'à 403 m et enfin 12,50 % pour les 134 derniers mètres), ce qui en fait la piste la plus abrupte du monde. Des talus de neige peuvent exister, et la Direction générale de l'Aviation civile impose des règles spécifiques pour prévenir les croisements.
En raison de sa dangerosité, atterrir ou décoller de l'altiport requiert une qualification de site spécifique (« qualification montagne roue »),. Moins de cent pilotes ont cette certification. L'utilisation d'avions de plus de 2,5 tonnes doit être autorisée au préalable par la DGAC et seule la compagnie Alpine airlines est autorisée a opérer en avion avec des passagers commerciaux. Outre les difficultés inhérentes à la piste de l'altiport, le pilotage en montagne doit prendre en compte une météorologie différente et un relief prononcé.
Plusieurs accidents ont eu lieu sur cet altiport : en février 2000, un De Havilland DHC 6300 subit une embardée au décollage et s'arrache une aile sans faire de victimes, en février 2008 un train d'atterrissage avant casse en atterrissant, puis deux personnes sont blessées en juillet 2010 lors d'un atterrissage (freinage). Peu de temps après en octobre 2010, deux pilotes se sont tués (l'appareil à roues, sans skis, ne peut décoller sur la piste enneigée et s'écrase). 
Le 25 février 2017, le Pilatus PC-12 immatriculé OO-PCI heurte le bord de piste avec son train principale gauche lors de l’atterrissage.  Un méplat sur la jante gauche est observé par l’équipage. Un convoyage train sorti vers l’atelier de maintenance est effectué. À l’arrivée, des dommages importants sont constatés sur la demi aile gauche
Le 8 février 2019, le PA-46 immatriculé F-GUYZ  est sorti longitudinalement de piste et est entré en collision avec un mur de neige. Quatre personnes sont blessées lors d'un atterrissage (freinage une nouvelle fois). A l’occasion du rapport de cet accident, le BEA (Bureau Enquête Analyse) recommande à la DGAC et à la GTA (Gendarmerie des transports aériens), de s’intéresser de plus près aux « opérations aériennes proposées ou organisées par des plateformes internet qui s’apparenteraient à des opérations aériennes commerciales sans répondre aux exigences règlementaires en vigueur. »
Le 6 août 2021, l’appareil de type PA-46 immatriculé F-HYGA  a heurté le talus en contrebas du seuil de piste. Un des occupants décède dans l’accident .
Le 16 juin 2022, l’appareil type DA-42 immatriculé F-HIMY sort longitudinalement de piste et entre en collision avec le talus en bout de piste.
Le 17 février 2024, le Pilatus PC-12 immatriculé OO-PCN rate son atterrissage sans faire de victime. Son aile gauche est arrachée par la bordure enneigée de la piste,.
La chaîne de télévision History Channel avait classé en 2010 l’aérodrome au 7e rang mondial des aéroports les plus dangereux, et le Daily Telegraph parmi les dix plus dangereux en 2014.
C'est cependant au sol que le sénateur et ancien maire de Saint-Bon-Tarentaise, Pierre de La Gontrie, avait été grièvement blessé en 1969 par l'empennage d'un avion alors qu’il marchait sur la piste.

## Une fréquentation croissante par l'aviation privée

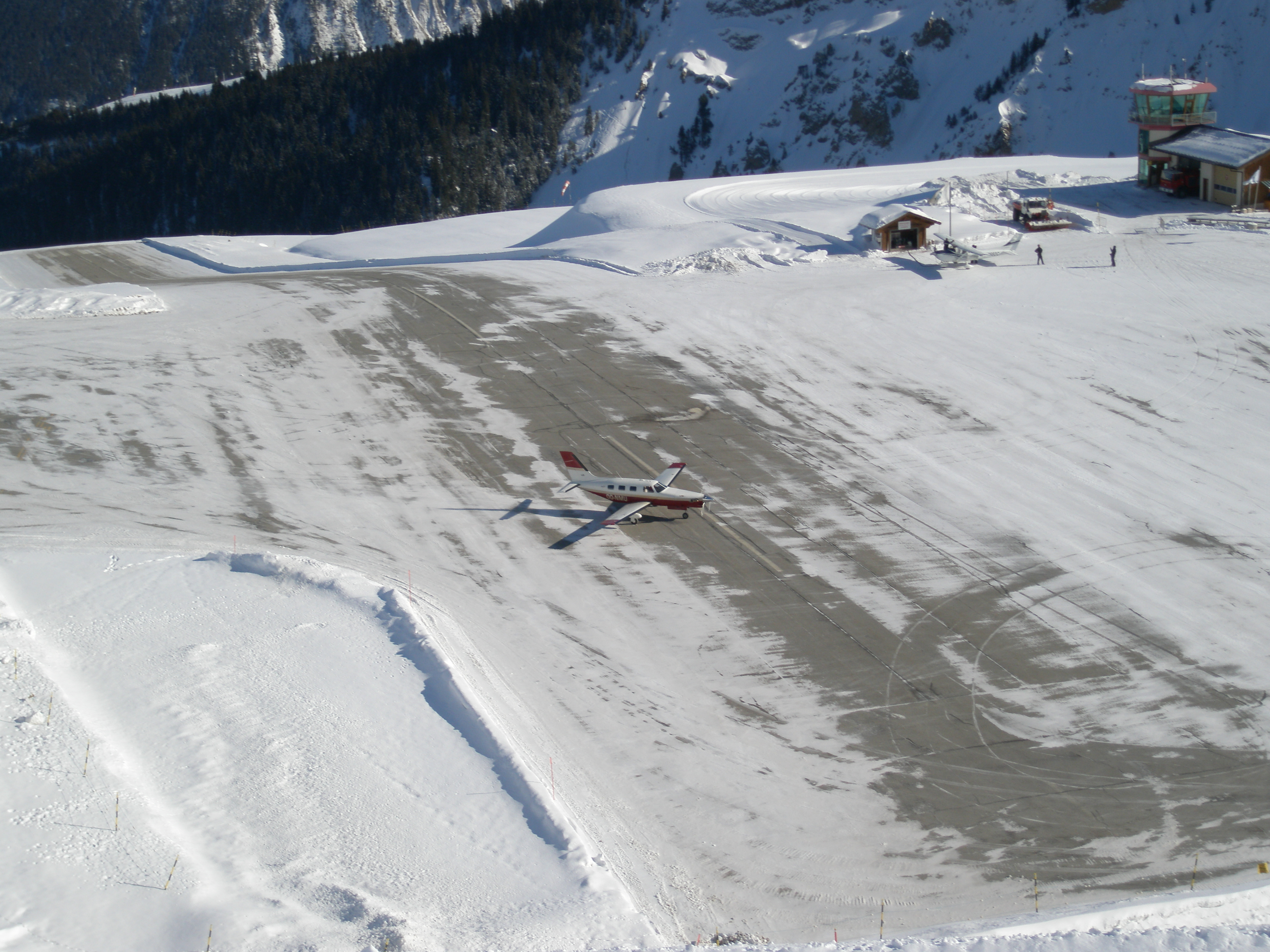
Arrivée d'un avion d'affaires en février 2008.

Destiné à l'aviation d'affaires, cet altiport accueille des hélicoptères venus déposer des touristes et des avions privés.
Air Alpes réalise d'abord des trajets vers Courchevel depuis les aéroports de Lyon-Bron, de Chambéry-Savoie ou de Grenoble-Isère, avant de réaliser des trajets directs depuis Paris-Orly. L'arrêt des dessertes par Air Alpes (lors de son rachat par TAT en 1981) et la prohibition des déposes sur glacier avec la loi Montagne de 1985 font diminuer la fréquentation de l'altiport.
Celle-ci est finalement relancée au cours des années 1980 avec le développement de l'hélicoptère privé (société SAF Aerogroup) et par la compagnie Savoie Airlines, devenue Alp’Azur, qui réalise des dessertes régulières au cours des hivers 1998-1999 et 1999-2000 depuis Paris et Genève, avant de s'arrêter définitivement en avril 2001. Depuis les années 1990, l'essentiel du trafic est constitué d'avions privés et d'hélicoptères-taxis qui effectuent du transport à la demande, à destination d'une clientèle fortunée. Cette modernisation a participé au développement du trafic touristique, et par conséquent, comme avec les aérodromes de Saanen pour Gstaad ou Samedan pour St.Moritz, à l'image haut de gamme de la station.
La DGAC avait longtemps refusé l'atterrissage des vols commerciaux (donc opérés par une compagnie aérienne) mais depuis juin 2015, la compagnie aérienne Alpine airlines propose une desserte en Vulcanair Aviator AP68TP-600 et Partenavia P.68.
En 2008, le trafic de l'altiport était de 7 042 mouvements (58 % pour les hélicoptères et 42 % pour les avions) et en 2011 de 7 514 mouvements (60 % pour les hélicoptères et 40 % pour les avions). Le trajet depuis l'aéroport de Chambéry-Savoie coûtait, en 2013, 2 266 euros.

## Services
Le restaurant « Le Pilatus » est directement situé au bord du tarmac.

## Sources et références
1. ↑  « Savoie. C'est fait ! L’altiport de Courchevel a pris le nom de son fondateur Michel Ziegler », sur www.ledauphine.com.
2. 1 2  Reportage de François Dom, « La construction d'un nouvel altiport à Courchevel », sur ina.fr, 19 octobre 1989.
3. ↑  Service de l'information aéronautique, AIP France Courchevel, SIA, 7 avril 2011 (lire en ligne), p. 1
4. ↑  Arthur Montibert, « Formation qualifiante de site », sur blog.privatefly.fr, 5 novembre 2015 (consulté le 9 mars 2016).
5. ↑  « 30 janvier 1962 : il y a 60 ans, Joseph Szydlowski ouvrait la liaison commerciale Air Alpes en atterrissant à Méribel », sur Pilote de montagne, 20 mars 2022
6. 1 2 3 4 5 6 7  « Portrait : l’Altiport fête des 50 ans », Journal d'information municipal de juin 2011 (consulté le 13 mars 2016).
7. ↑  (en) « James Bond - 50 of the best 007-related records to mark 50 years on the big screen », 5 octobre 2012 (consulté le 13 mars 2016). Attention, contrairement à ce qui est affirmé par ce site, le film Demain ne meurt jamais n'a pas été tourné sur l'altiport de Courchevel mais sur celui de Peyragudes.
8. ↑  Philippe Révil et Raphaël Helle, Les pionniers de l'or blanc, Glénat, 2004, 199 p. (ISBN 978-2-7234-4566-5), p. 195.
9. ↑  « Historique de l'altiport de Courchevel », sur altiport.mairie-courchevel.com (consulté le 9 mars 2016).
10. ↑  Le Point, Le Point., 1981 (lire en ligne)
11. ↑  « L'espace alpin et la modernité : Bilans et perspectives au tournant du siècle », Daniel J. Grange, Presses universitaires de Grenoble, 2002, 504 p. ([978-2-70610-951-5 lire en ligne]), p. 334
12. ↑  Site de l'altiport municipal de Courchevel
13. 1 2 3  « APPC de concession de marchés publics de travaux », sur klekoon.com (consulté le 28 mars 2016).
14. ↑  « Le budget 2012 », Journal d'information municipal de l'été 2012 (consulté le 22 mars 2016).
15. ↑  « Altiport de Courchevel - Compagnies aérienne », sur altiport.maire-courchevel.com, novembre 2014.
16. ↑  « Alpine airlines - Vols privés et touristiques école de pilotage Chambéry Courchevel Saint Tropez Aix les bains savoie Mont Blanc air taxi - Alpine Airlines », sur Alpine Airlines (consulté le 9 novembre 2017).
17. 1 2 3  « Atlas-VAC de l'altiport de Courchevel », sur Service de l'information aéronautique, DGAC (consulté le 5 juin 2020).
18. ↑  Courchevel figure sur l'annexe n°3 des aérodromes et héliports agréés à usage restreint de l'arrêté du 23 novembre 1962.
19. ↑  Alpine airlines, « Formation d'accès à l'altiport de Courchevel », sur www.alpine-airlines.com, 15 novembre 2016 (consulté le 5 juin 2020).
20. ↑  (en) John O'Ceallaigh, « The world's best plane landing ? », sur telegraph.co.uk, 8 mars 2016 (consulté le 13 mars 2016).
21. ↑  Rapport du BEA sur l'accident du N-104FX du 28 février 1998
22. 1 2  Cercle aéronautique Louis Mouillard, « La compagnie aérienne Alp'Azur Airlines », sur calm.sopixi.fr, 24 octobre 2014 (consulté le 28 mars 2016).
23. ↑  Rapport du BEA sur l'accident du N146FL du 21 février 2008
24. ↑  Le Dauphiné libéré, édition Savoie, 26 juillet 2010, sur ledauphine.com
25. ↑  Rapport du BEA sur l'accident du F-HCIM du 27 octobre 2010
26. ↑  BEA, « Accident OO-PCI »
27. ↑  BEA, « Accident F-GUYZ »
28. ↑  « savoie-un-avion-rate-son-atterrissage-a-courchevel-quatre-blesses-legers ».
29. ↑  Gil Roy, « Le BEA dénonce les opérations aériennes déguisées. », sur Aerobuzz, 19 juillet 2021 (consulté le 26 mars 2024)
30. ↑  BEA, « Accident F-HYGA »
31. ↑  BEA, « Accident F-HIMY »
32. ↑  « VIDEO. "Plus de peur que de mal", un avion rate son atterrissage et effectue une sortie de piste sur l'altiport de Courchevel », sur France 3 Auvergne-Rhône-Alpes, 17 février 2024 (consulté le 26 mars 2024)
33. ↑  BEA, « Accident OO-PCN »
34. ↑  Most Extreme Airports, History Channel, 14 octobre 2010
35. ↑  (en) « The world's scariest airport landings: videos », sur www.telegraph.co.uk, 24 octobre 2014 (consulté le 28 mars 2016).
36. ↑  Le Dauphiné libéré, édition Savoie, vendredi 7 mai et dimanche 9 mai 1971.
37. 1 2 3 4  « Regional Airports », M. N. Postorino, WIT Press, 2011, 138 p. (lire en ligne), p. 56 et suivantes.
38. ↑  Afflux de jets privés sur les sommets enneigés, communiqué de presse de l'entreprise Privatefly, 13 février 2014.